# Бранка Главоњић
Бранка Главоњић (Београд, 19. фебруар 1970) српска је ауторка и телевизијска водитељка. Она води емисије Бунт и Бунт рок фестивал, које се емитују на РТС-у.

## Биографија
Завршила је нижу, средњу музичку школу и Факултет музичке уметности у Београду.
На РТС-У почела деведесетих година као новинар и репортер у Јутарњем програму, где је током шест година рада отворила простор за представљање нових рок аутора, промовисала алтернативни рок и многе ређе заступљене музичке правце као што су дет метал и хардкор панк.
У редакцији за културу је провела 10 година, у оквиру које је водила и уређивала емисију из културе Беокулт. Тада је покренула и емисију Бунт, једину рок емисију у Србији која је опстала више од деценије. Од 2011. је у Забавној редакцији РТС-а, у којој је 2015. покренула Бунт рок фестивал — прво телевизијско такмичење нових и неафирмисаних рок бендова.
Њена емисија и фестивал постали су симбол борбе за аутентичну музику и простор за уметнички израз у свету где често доминирају комерцијални трендови.

## Емисије
Бунт је емисија у продукцији РТС-а која није изгубила континуитет више од две деценије и самим тим је најдуговечнија телевизијска рок емисија у региону. Поред наступа музичара уживо, у Бунту се прати развој музичких сцена у региону, као и дешавања у оквиру мање или више познатих музичких фестивала.
Бунт рок фестивал први је телевизијски рок фестивал чији је циљ афирмација домаће поп и рок музике, као и формирање нове српске рок сцене. Фестивал представља логичан след дугогодишњег постојања рок емисије Бунт.